# Gerkerather Mühle
Die Gerkerather Mühle ist eine Windmühle im Stadtteil Rheindahlen-Gerkerath von Mönchengladbach in Nordrhein-Westfalen.
Die Mühle wurde 1733 erbaut. Sie ist unter Nr. G 052 am 5. Juni 2007 in die Denkmalliste der Stadt Mönchengladbach eingetragen worden. An ihrem Eingang steht das im 19. Jahrhundert erbaute Wegekreuz Gerkerather Mühle.

## Lage
Die Gerkerather Mühle liegt am gleichnamigen Weg Gerkerather Mühle, Hausnummer 38, im Norden von Rheindahlen.

## Architektur
Es handelt sich um einen auf einer Erdanschüttung errichteter, leicht konischer, aus Feldbrandsteinen erbauter, runder und ungegliederter Mühlenturm einer Turmwindmühle ('Erdholländer'). Die Mühle wurde früher als Grundsegler betrieben, da die Flügel fast bis auf den Erdhügel herabreichten.
Die Mühle hat zwei Zugänge, die aufgrund der vorherrschenden Westwindwetterlagen im Süden und Norden angeordnet sind. Der Hauptzugang im Südosten ist vom Hof aus über eine auf die Erdanschüttung gesetzte Treppenanlage aus Ziegelsteinen zu erreichen. Der zweite Zugang im Norden ist von der Gartenseite zu begehen. Versetzt eingebaut in den Turmschaft sind kleine, hochformatige Fensteröffnungen, die das Innere belichten. Die ursprünglich in den Wind drehbare Kappe (Haube) ist erhalten und mit Bitumenschindeln eingedeckt. Der Wellenkopf mit den vier Bruststücken zur Aufnahme der Flügel ist erhalten. Er besteht aus Grauguss mit vier Öffnungen zur Aufnahme der Flügel.
Die Flügel selbst wurden nach Sturmschäden bis auf Reste der tragenden Flügelbalken zwischen 1928 und 1938 abgenommen und an andere Mühlen verkauft. Die Flügelwelle aus Holz ist erhalten. Sie liegt auf zwei Quarzsteinen. Das vordere Halslager trug das gesamte Gewicht der Flügel, den Achskopf und einen Teil der Flügelachse. Der hintere Lagerbolzen ist aus Metall gefertigt und in der hölzernen Flügelachse befestigt. Damit bei wechselnden Sturmwinden die Flügel und die Haube nicht abhoben, ist über dem hinteren Flügellager ein Sicherheitseisen montiert.
Konstruktionsbedingt war die Haube kopflastig, was aber durch das rückwärtige Krühwerk (Steert oder Sterz), mit dem sich die Haube in den Wind drehen ließ, ausgeglichen wurde. Alle Zahnräder des Windantriebs, von der Haube bis zu den Mahlgängen, wurden bei der Elektrifizierung im Jahre 1927 entfernt. Der Wellenkopf oder Achskopf besteht aus Grauguss mit vier Öffnungen zur Aufnahme der Flügel. Ein Holzring bildet die Unterseite der Kappe. Unter der Kappe schließt ein umlaufender Kranz von Blausteinen den Schaft ab. Auch auf dem Blausteinkranz befindet sich ein u-förmig gearbeiteter Holzring, in dem viele kleine Holzkugeln laufen. Die Holzrollen ermöglichten das Drehen der Haube um 360 Grad in den Wind.
An der Ostseite des Mühlenturmes ist eine farbig gefasste Statue des Hl. Johannes Nepomuk in einer Rundbogennische erhalten, darüber befindet sich die inschriftliche Datierung 1733. Die Westseite des Turmes zeigt Beschussschäden des Zweiten Weltkriegs. Das Innere ist in vier Geschosse und einen Keller gegliedert.
Teile der technischen Ausstattung des Elektroantriebs der Mahlgänge blieben erhalten. Hierzu gehören z. B. Transmissionsscheiben mit Wellen und Rädern unter dem hölzernen Fußboden des ersten Obergeschosses, die dem Betrieb der in späterer Zeit durch einen elektrischen Schleifringmotor angetriebenen Mahlgänge dienten. Die innere Erschließung erfolgt über steile Stiegen. Im ersten Obergeschoss lagen ursprünglich zwei Mahlgänge, von denen jedoch nur der Weizenmahlgang samt Boden- und Läufersteinen erhalten geblieben ist. Im zweiten Obergeschoss lag ursprünglich ebenfalls noch ein Weizenmahlgang. Als Mahlsteine dienten zuletzt sog. 'Franzosen'. Bei ihnen handelt es sich um Steine aus Süßwasserquarzit, die aus La Ferte sous Jouarre in der Champagne stammen. Sie wurden daher auch Champagnersteine genannt. Diese äußerst harten Steine wurden auch in Motormühlen zum feinen Ausmahlen des Mehls verwendet und mussten nicht so häufig wie andere Steine aus Sandstein oder Basaltlava nachgeschärft werden. Der Läuferstein ist mit Eisenbändern und nachträglich mit einem flachen, abgenutzten Basaltlava-Mühlstein zur Beschwerung verbunden worden. Ein Steinkran samt Spindel, in dessen Greifarmen der Läuferstein befestigt ist, diente zum Abheben des Läufers vor dem anschließenden Schärfen beider Mahlsteine. Er ist bei diesem Mahlgang erhalten geblieben.
Das Objekt ist bedeutend für die Geschichte des Menschen, für Städte und Siedlungen und für die Geschichte der Arbeits- und Produktionsverhältnisse. Für seine Erhaltung und Nutzung liegen wissenschaftliche, insbesondere ortshistorische, bauhistorische und technikhistorische Gründe vor.